# Hamataliwa strandi
Hamataliwa strandi är en spindelart som först beskrevs av Roger de Lessert 1923.  Hamataliwa strandi ingår i släktet Hamataliwa och familjen lospindlar. Inga underarter finns listade i Catalogue of Life.